# Comacarán
Comacarán è un comune del dipartimento di San Miguel, in El Salvador, sulle sponde del rio Las Garzas.

## Storia
Comacarán fu fondata dagli indios nel 1557. Durante l'epoca coloniale fece parte dell'Intendenza di San Salvador. Entrò a far parte del neonato dipartimento di San Miguel nel 1824, all'atto dell'indipendenza dell'El Salvador. Ricevette il titolo di città il 22 ottobre 1997. Nel 2006 è stato eletto sindaco Enris Antonio Arias, del FMLN.

## Festività
La città celebra la sua festa patronale in onore di san Sebastiano.